# Filago vulgaris
Filago vulgaris é uma espécie de planta com flor pertencente à família Asteraceae. 
A autoridade científica da espécie é Lam., tendo sido publicada em Flore Françoise 2: 61. 1778 (1779).

## Portugal
Trata-se de uma espécie presente no território português, nomeadamente em Portugal Continental.
Em termos de naturalidade é nativa da região atrás indicada.

## Protecção
Não se encontra protegida por legislação portuguesa ou da Comunidade Europeia.